# Malageudonia
Malageudonia is een geslacht van vlinders van de familie grasmotten (Crambidae), uit de onderfamilie Scopariinae.

## Soorten
- M. malgassicella Marion, 1956
- M. perinetensis Leraut, 1989